# Neochernes
Genre
Neochernes est un genre de pseudoscorpions de la famille des Chernetidae.

## Distribution
Les espèces de ce genre se rencontrent en Argentine et au Mexique.

## Liste des espèces
Selon Pseudoscorpions of the World (version 3.0) :
- Neochernes melloleitaoi Feio, 1945
- Neochernes peninsularis (Chamberlin, 1925)

## Publication originale
- Beier, 1932 : Pseudoscorpionidea II. Subord. C. Cheliferinea. Tierreich, vol. 58, p. 1-294.